# 31. ceremonia wręczenia Independent Spirit Awards
31. ceremonia wręczenia niezależnych nagród Independent Spirit Awards za rok 2015, odbyła się 27 lutego 2016 roku na plaży w Santa Monica. Galę wręczenia nagród poprowadzili Kate McKinnon i Kumail Nanjiani. Nominacje do nagród ogłoszone zostały 24 listopada 2015 roku, przez parę aktorów Elizabeth Olsen oraz Johna Boyegę.

## Laureaci i nominowani
Laureaci nagród wyróżnieni są wytłuszczeniem

### Najlepszy film niezależny
- Blye Pagon Faust, Steve Golin, Nicole Rocklin i Michael Sugar − Spotlight
  - Duke Johnson, Charlie Kaufman, Dino Stamatopoulos i Rosa Tran − Anomalisa
  - Daniel Crown, Idris Elba, Cary Joji Fukunaga, Amy Kaufman, Daniela Taplin Lundberg i Riva Marker − Beasts of No Nation
  - Elizabeth Karlsen, Christine Vachon i Stephen Woolley − Carol
  - Sean Baker, Karrie Cox, Marcus Cox, Darren Dean i Shih-Ching Tsou − Mandarynka

### Najlepszy film zagraniczny
- Syn Szawła, reż. László Nemes
  -  Gołąb przysiadł na gałęzi i rozmyśla o istnieniu, reż. Roy Andersson
  -  W objęciach węża, reż. Ciro Guerra
  -  Dziewczyny z bandy, reż. Céline Sciamma
  -  Mustang, reż. Deniz Gamze Ergüven

### Najlepszy reżyser
- Tom McCarthy − Spotlight
  - Cary Joji Fukunaga − Beasts of No Nation
  - Charlie Kaufman i Duke Johnson − Anomalisa
  - David Robert Mitchell − Coś za mną chodzi
  - Sean Baker − Mandarynka
  - Todd Haynes − Carol

### Najlepszy scenariusz
- Tom McCarthy i Josh Singer − Spotlight
  - Charlie Kaufman − Anomalisa
  - Donald Margulies − Koniec trasy
  - Phyllis Nagy − Carol
  - S. Craig Zahler − Bone Tomahawk

### Najlepsza główna rola żeńska
- Brie Larson − Pokój
  - Bel Powley − Wyznania nastolatki
  - Cate Blanchett − Carol
  - Kitana Kiki Rodriguez − Mandarynka
  - Rooney Mara − Carol

### Najlepsza główna rola męska
- Abraham Attah − Beasts of No Nation
  - Ben Mendelsohn − Urodzeni zwycięzcy
  - Christopher Abbott − James White
  - Jason Segel − Koniec trasy
  - Koudous Seihon − Mediterranea

### Najlepsza drugoplanowa rola żeńska
- Mya Taylor − Mandarynka
  - Cynthia Nixon − James White
  - Jennifer Jason Leigh − Anomalisa
  - Marin Ireland − Glass Chin
  - Robin Bartlett − H.

### Najlepsza drugoplanowa rola męska
- Idris Elba − Beasts of No Nation
  - Kevin Corrigan − Efekty
  - Michael Shannon − 99 Homes
  - Paul Dano − Love & Mercy
  - Richard Jenkins − Bone Tomahawk

### Najlepszy debiut
(Nagroda dla reżysera i producenta)

Reżyser / Producent − Tytuł filmu
- Marielle Heller / Miranda Bailey, Anne Carey, Bert Hamelinck i Madeline Samit − Wyznania nastolatki
  - Josh Mond / Max Born, Antonio Campos, Sean Durkin, Melody C. Roscher i Eric Schultz − James White
  - Josef Kubota Wladyka / Elena Greenlee i Márcia Nunes − Manos Sucias
  - Jonas Carpignano / Jason Michael Berman, Chris Columbus, Jon Coplon, Christoph Daniel, Andrew Kortschak, John Lesher, Ryan Andrej Lough, Justin Nappi, Alain Peyrollaz, Gwyn Sannia, Marc Schmidheiny, Victor Shapiro i Ryan Zacarias − Mediterranea
  - Chloé Zhao / Mollye Asher, Nina Yang Bongiovi, Angela C. Lee i Forest Whitaker − Pieśni moich braci

### Najlepszy debiutancki scenariusz
- Emma Donoghue − Pokój
  - Jesse Andrews − Earl i ja i umierająca dziewczyna
  - John Magary, Russell Harbaugh i Myna Joseph − Odwyk
  - Jonas Carpignano − Mediterranea
  - Marielle Heller − Wyznania nastolatki

### Najlepsze zdjęcia
- Edward Lachman − Carol
  - Cary Joji Fukunaga − Beasts of No Nation
  - Joshua James Richards − Pieśni moich braci
  - Mike Gioulakis − Coś za mną chodzi
  - Reed Morano − Meadowland

### Najlepszy montaż
- Tom McArdle − Spotlight
  - Julio Perez − Coś za mną chodzi
  - Kristan Sprague − Manos Sucias
  - Nathan Nugent − Pokój
  - Ronald Bronstein i Ben Safdie − Bóg wie co

### Najlepszy dokument
(Nagroda dla reżysera i producenta)

Reżyser / Producent − Tytuł filmu
- Joshua Oppenheimer / Signe Byrge Sørensen − Scena ciszy
  - Lyric R. Cabral i David Felix Sutcliffe / Christopher St. John − (T)ERROR
  - Morgan Neville i Robert Gordon − Najlepsi wrogowie
  - Laurie Anderson / Dan Janvey − Serce psa
  - Jimmy Chin, Elizabeth Chai Vasarhelyi / Shannon Ethridge − Meru
  - Chad Gracia / Ram Devineni i Mike Lerner − Rosyjski dzięcioł

### Nagroda Johna Cassavetesa
(przyznawana filmowi zrealizowanemu za mniej niż pięćset tysięcy dolarów)
Reżyser / Scenarzysta / Producent − Tytuł filmu
- Trey Edward Shults / Justin R. Chan, Chase Joliet i Wilson Smith − Krisha
  - Jennifer Phang / Jacqueline Kim / Robert M. Chang, Ken Jeong, Moon Molson i Theresa Navarro − Advantageous
  - Charles Poekel − Christmas, Again
  - Joshua Safdie i Ben Safdie / Ronald Bronstein / Oscar Boyson i Sebastian Bear-McClard − Bóg wie co
  - Takeshi Fukunaga / Donari Braxton / Mike Fox − Out of My Hand

### Nagroda Roberta Altmana
(dla reżysera, reżysera castingu i zespołu aktorskiego)
- Spotlight

Reżyser: Tom McCarthy
Reżyser castingu: Kerry Barden, Paul Schnee
Obsada: Billy Crudup, Brian d’Arcy James, Paul Guilfoyle, Neal Huff, Michael Keaton, Rachel McAdams, Mark Ruffalo, Liev Schreiber, Jamey Sheridan, John Slattery, Stanley Tucci i Michael Cyril Creighton

### Nagroda producentów „Piaget”
(19. rozdanie nagrody producentów dla wschodzących producentów, którzy, pomimo bardzo ograniczonych zasobów, wykazali kreatywność, wytrwałość i wizję niezbędną do produkcji niezależnych filmów wysokiej jakości.
Nagroda wynosi 25 000 dolarów ufundowanych przez sponsora Piaget)
- Mel Eslyn
  - Darren Dean
  - Rebecca Green i Laura D. Smith

### Nagroda „Ktoś do pilnowania”
(22. rozdanie nagrody „Ktoś do pilnowania”; nagroda przyznana zostaje utalentowanemu reżyserowi z wizją, który nie otrzymał jeszcze odpowiedniego uznania. Nagroda wynosi 25 000 dolarów)

(Reżyser − Film)
- Felix Thompson − King Jack
  - Chloé Zhao − Pieśni moich braci
  - Robert Machoian i Rodrigo Ojeda-Beck − God Bless the Child

### Nagroda „Prawdziwsze od fikcji”
(21. rozdanie nagrody "Prawdziwsze od fikcji"; nagroda przyznana została wschodzącemu reżyserowi filmu non-fiction, który jeszcze nie otrzymał uznania. Nagroda wynosi 25 000 dolarów)

(Reżyser − Film)
- Elizabeth Chai Vasarhelyi − Incorruptible
  - Alex Sichel i Elizabeth Giamatti − A Woman Like Me
  - Hemal Trivedi i Mohammed Naqvi − Między wyznawcami